# Obrona rosyjska
Obrona rosyjska, partia rosyjska, obrona Pietrowa – debiut oznaczony kodami ECO C42 i C43, rozpoczynający się od posunięć:
1. e4 e5
2. Sf3 Sf6

Posunięcie 2...Sf6 znali już Pedro Damiano i Ruy López, jednak oceniali je jako słabe. Dopiero Carl Jänisch swoimi pracami teoretycznymi, a Aleksandr Pietrow zastosowaniem praktycznym wykazali, że jest to otwarcie pełnowartościowe. Na ich cześć nazwano debiut obroną rosyjską. Dokładnej analizie poddał obronę także Wilhelm Steinitz, nietrafnie uznając między innymi posunięcie 3.d4 za najsilniejsze. W późniejszych latach obronę rosyjską chętnie grali Harry Pillsbury i Frank Marshall; należała ona także do arsenału Wiktora Korcznoja, Anatolija Karpowa i Garrego Kasparowa.

## Wybrana bibliografia
- Aleksander Rajecki, Maksym Czetwierik (2005), Petroff Defence, Everyman Chess, ISBN 1-85744-378-0
- Wasilios Kotronias, Andreas Tzermiadianos (2005), Beating The Petroff, Batsford, ISBN 978-0-7134-8919-4